# Buddy Valastro
Bartolo "Buddy" Valastro Jr. (Hoboken, Nueva Jersey; 3 de marzo de 1977) es un pastelero, empresario, celebridad italo-estadounidense. Es principalmente conocido por su trabajo como pastelero en la serie-reality show de televisión Cake Boss. Nació en el seno de una familia italiana de pasteleros. Se crio en la población de Little Ferry. Sus padres trabajaron en el mismo establecimiento. Siguiendo la tradición padre e hijo, tienen el mismo nombre, pero el padre recibe el apelativo de «senior» mientras que el hijo el de «junior». Cuando Valastro tenía seis años de edad en el año 1983 empezó a trabajar en el mismo establecimiento en el que trabajaban sus padres.
Valastro empezó a hacer su primer pastel el 17 de abril de 1988, a los once años. Lo hizo para su madre, quien cumplía cuarenta años y su padre no se sentía seguro de darle la responsabilidad de hornear el pastel, pero ante la insistencia de su hijo, le permitió hacerse cargo de la sorpresa. El pastel era italiano de ron, con un relleno de chocolate y vainilla. Como decoración, añadió la frase «I Love Mom» (Te amo mamá, en español). Su madre adoró el pastel.
Valastro se dedicó a limpiar la cocina y los baños en el año 1989. Luego, empezó a hacer pasteles de boda y aprendió recetas de cocina en el año 1991. Más tarde cuando tenía quince años de edad su padre lo llevó a Sicilia, Italia en el año 1992, estando durante todo el año.
Más tarde, Buddy asistió en septiembre de ese mismo año a la escuela secundaria Technical del condado de Bergen en Hackensack en Nueva Jersey. Valastro siempre tuvo la ambición de que la pastelería de sus padres fuera reconocida y la mejor en todo el mundo.
Valastro toma notoriedad por su trabajo de televisión desde el año 2009, en el que presentó en el canal TLC el programa reality show Cake Boss e interpretó el tema «Sugar, Sugar» en la versión del grupo musical estadounidense «The Nerds». También colaboró en los programas de reality show Food Network Challenge en el año 2004, Next Great Baker (El desafío de Buddy en español) y Ultimate: Cake Off en 2010, Kitchen Boss, Rachael Ray y Say Yes to the Dress (Vestido de novia en español) en 2011, Bakery Boss Rescue en 2013, El desafío de Buddy Latinoamérica en 2014, Apprentice (El aprendiz en español) y Batalha dos Confeteiros en 2015, Buddy's Family Vacation (Buddy, vacaciones en familia en español) y Batalha dos Conzinheiros'' (Batalla de cocineros en español), Cooks vs. Cons, Bakers vs. Fakers en 2016 y Buddy's Big Bakedown (Horneando con Buddy en español) en 2018. Valastro hizo su primera aparición en Latinoamérica con el estreno de Cake Boss y El desafío de Buddy en Discovery Home & Health en noviembre de 2013, desde entonces, él toma notoriedad en esta.

## Biografía

### Infancia y comienzos como pastelero (1977-1994)

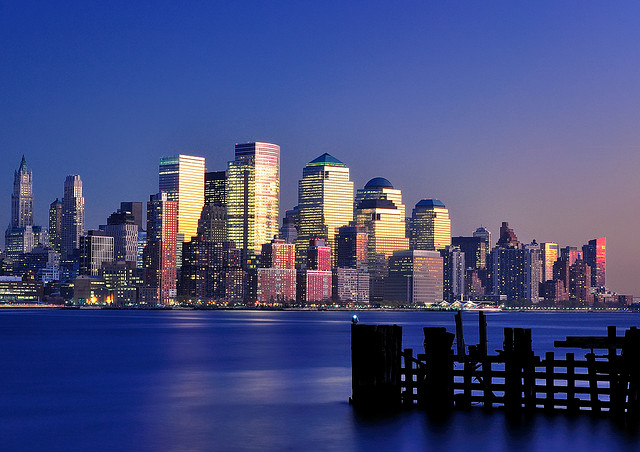
Hoboken, Nueva Jersey, Estados Unidos, lugar de nacimiento de Valastro.

Hijo de Mary W. Tubito Valastro Pinto y Bartolo Valastro, dos pasteleros italianos. Bartolo II Valastro nació el 3 de marzo de 1977 en la población de Hoboken en Nueva Jersey, Estados Unidos. Su madre Mary W. Tubito Valastro Pinto (nacida el 17 de abril de 1948) era de ascendencia italiana y su padre Bartolo Valastro (nacido en 1940) de ascendencia estadounidense. Mary W. Tubito Valastro Pinto fue la administradora y Bartolo Valastro fue el jefe de los pasteleros.
Valastro también tiene cuatro hermanas mayores llamadas: Grace Faugno (nacida en el año 1966), Maddalena Castaño (nacida en 1967), Mary Sciarrone (nacida en 1969) y Lisa González (nacida en 1974). Después de haber vivido una época de su vida en Italia, Valastro también habla italiano. Creció en la población de Little Ferry, Nueva Jersey y asistió a la escuela Ridgefield Park High School.

«No era un mal estudiante o inadaptado. Yo era un estudiante de B y C ocasional... Era muy bueno en Matemáticas, muy bueno en Historia. La Historia siempre fue un buen tema para mí. Tengo una gran memoria».
Buddy Valastro, 2010.

Con seis años de edad en 1983 empezó a trabajar en el mismo establecimiento en el que trabajaban sus padres. A los once años de edad el 17 de abril de 1988 empezó a hacer su primer pastel. Lo hizo para su madre, quien cumplía cuarenta años de edad, su padre no se sentía seguro de darle la responsabilidad de hornear el pastel, pero ante la insistencia de su hijo, le permitió hacerse cargo de la sorpresa. El pastel era italiano de ron, con un relleno de chocolate y vainilla. Como decoración, añadió la frase «I Love Mom» (Te amo mamá, en español). Su madre adoró el pastel.
Le era difícil imaginar una carrera (denominada «exitosa») como uno de los mejores pasteleros y decoradores de Estados Unidos. No se consideraba naturalmente artístico y luchaba  en la clase de arte durante sus estudios. Después de comenzar su carrera en Carlo's Bake Shop lavando ollas y sartenes, se dio cuenta de que había heredado el gen familiar para hornear.[cita requerida] Cuando tenía doce años de edad en el año 1989 sólo se dedicaba a limpiar la cocina y los baños.[cita requerida] A los catorce años en el año 1991 empezó a hacer pasteles de boda y aprendió recetas de cocina. Con quince años en el año 1992 su padre lo llevó a Sicilia, Italia; en el que estuvo durante todo el año.
 

Asistió en septiembre de 1993 a la escuela secundaria Technical del condado de Bergen en Hackensack en Nueva Jersey.  En ese mismo año conoció y se enamoró de Elisabetta Belgiovine, quien después fue su pareja (Lisa Valastro).

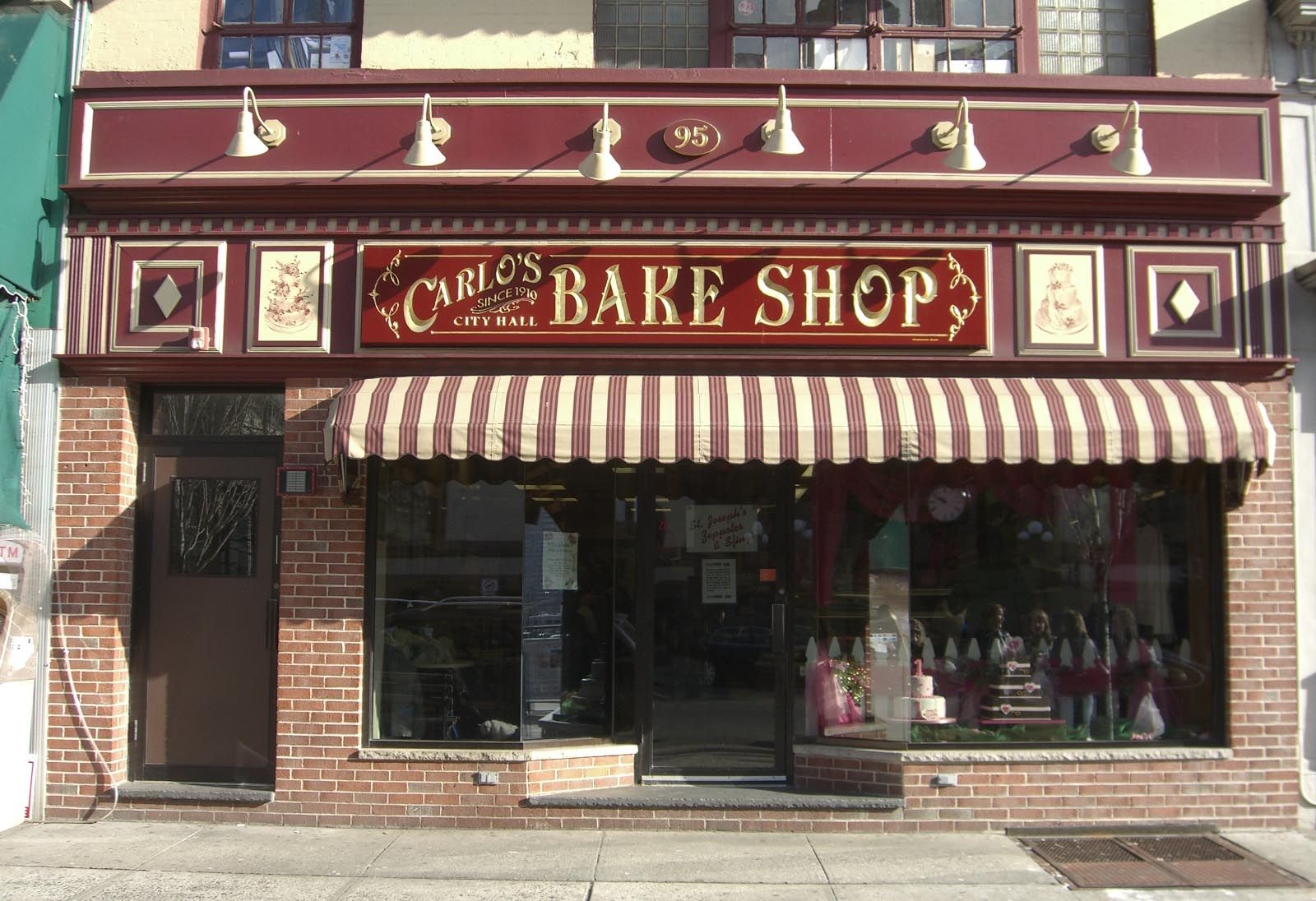
Carlo's Bake Shop el 20 de enero de 2010.

## Juventud y creencias religiosas
Valastro cumplió 17 años de edad el 3 de marzo de 1994 y quería tener su licencia para conducir. Cuando Valastro obtuvo su licencia, su padre fue trasladado al hospital, en el que padeció cáncer de pulmón. Su padre falleció el 20 de marzo del mismo año de un derrame cerebral causado por el ajuste de Coumadin, que tuvieron que hacerle para la quimioterapia. Tras su muerte, Valastro lo sustituye en el cargo y tuvo que sacar adelante a su familia y negocio. Desde ese entonces, Valastro usa el medallón de San Antonio.
Algunas de las técnicas secretas de la pastelería desaparecieron. La familia de Valastro luchó por crear la masa de sfogliatelle utilizada para hacer uno de los artículos del autor Lobert Tails. El padre de Valastro se acercó en un sueño y le dijo «Estoy aquí por una razón, para enseñarte cómo hacer Lobert Tails». Después de ese sueño Valastro se puso a trabajar y por primera vez pudo crear la receta sfogliatelle., en el que fue denomada como la receta «casi imposible».
Fue entonces cuando Valastro se dio cuenta de que podía hacer cualquier cosa que se le ocurriera, y siempre supo que necesitaba ayuda. Si se requería realizar la visión de su padre, Valastro necesitaba usar su inteligencia y crear un punto de diferencia para ayudar a la pastelería a destacarse frente a su competencia.

«Quería ser creativo, y pensé si podía hacer pasteles normales, pero probar cómo los pasteles de mi padre sabían... entonces podría estar metiéndome en algo».
Buddy Valastro, 2010.

Desde entonces Valastro sabía que hacer pasteles de diseñador debería ser su próxima especialidad para la pastelería Carlo's Bake Shop. Experimentó con las recetas de su padre e introdujo nuevos artículos de Red Velvet en su cupcake de flores. También dominó el glaseado del fondant, en el que le permitió a Valastro llevar la decoración de pasteles a niveles que nunca habían visto en la pastelería. A raíz del talento y esfuerzo que veían las revistas de Valastro, comenzaron a publicar imágenes de sus pasteles. Falleció su abuela en marzo de 1999 quien dijo Valastro que era su «idola».

## Matrimonio, primeros hijos y carrera de televisión (2001-2009)
Tras insistirle al padre de su pareja, Valastro tuvo matrimonio el 14 de octubre de 2001 con Elisabetta Belgiovine, en el que nacieron sus primeros dos hijos: Sophia Valastro (nacida en abril de 2003) y Bartolo Valastro III (nacido en septiembre de 2004). Desde entonces Valastro residió junto a su familia en el East Hanover en Nueva Jersey.

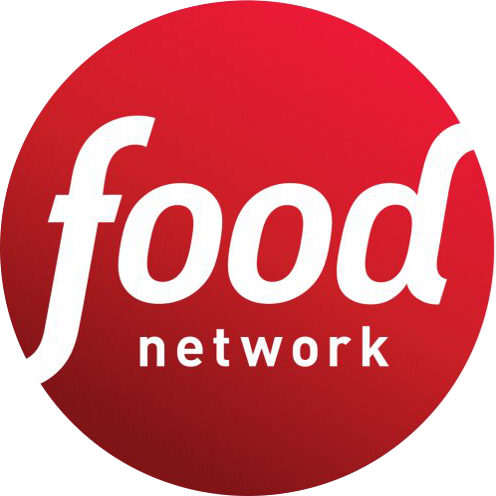
Logotipo de Food Network desde 2016.

A raíz de la muerte de su padre, Valastro fue invitado a participar en varias series de televisión, entre ellos Food Network Challenge el 4 de junio de 2004 transmitido por el canal de televisión Food Network. Ha perdido tres veces seguidas y finalmente el 22 de marzo de 2007, ganó un desafío en el episodio "Batallas de novias". En una ocasión dos camarógrafos se le acercaron y lo alentaron a comenzar su propia serie. Fue entonces que Valastro decidió que estaba listo para llevar su negocio al siguiente nivel.
En febrero de 2007, nació su tercer hijo llamado Marco Valastro a quien Valastro decía que era el clon de su mamá por su cabello rubio. El 17 de abril de 2008, Valastro fue a un confecionario y mostró cómo hacer pasteles con fondant y hacer rosas de azúcar.

## Notoriedad en su carrera de televisión (2009-2013)

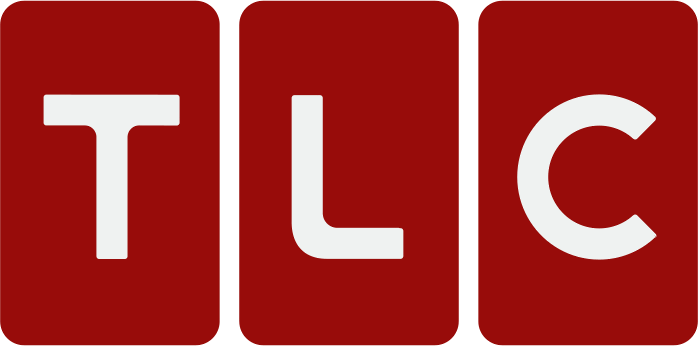
Logotipo de TLC.

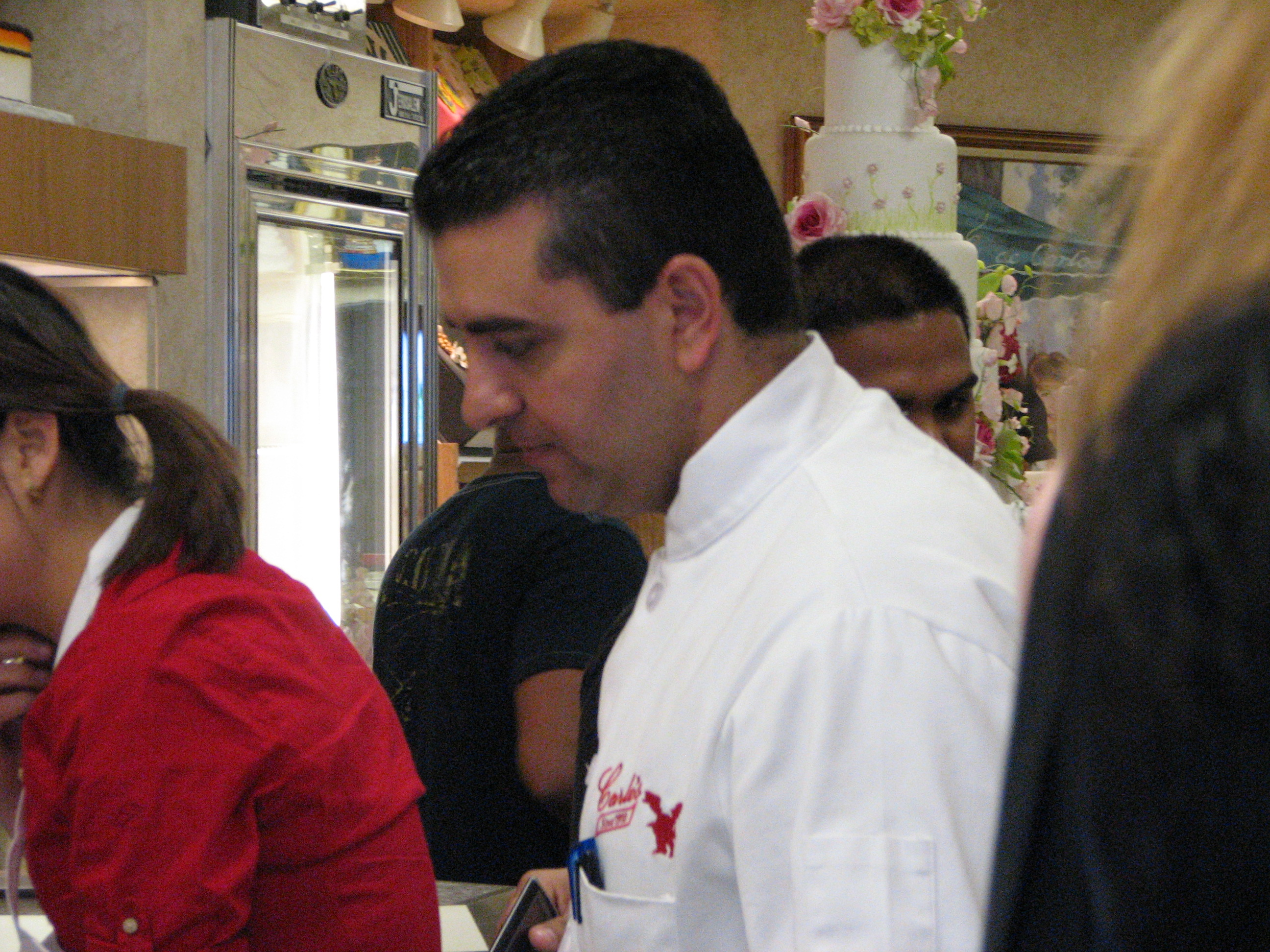
Valastro el 11 de julio de 2009.

Valastro confesó la historia del establecimiento el 2 de abril de 2009. El debut de Valastro empezó el 19 de abril del mismo año, con el estreno de su propia serie de televisión reality show Cake Boss, en el que el nombre nació de Valastro en el que llamaban "Boss Boss" (jefe entre jefes, en español). En el que muestra su vida en adelante y cómo trabaja junto a su familia y amigos en la pastelería Carlo's Bake Shop. Se realizaron diez temporadas y cinco especiales del mismo. En la introducción del opening de este programa Valastro interpretó el tema «Sugar, Sugar» de la versión del grupo musical estadounidense The Nerds.
Fuera y dentro el programa, Valastro junto a su familia hizo con la ayuda de otros pasteleros, decoradores, escultores y carpinteros; pasteles que le pedían en su oficina de todo tipo de celebraciones e incluso con rosas de azúcar. Usando la técnica de fondant o con crema de mantequilla; los pedidos fueron pedidos por las hermanas de Valastro en el que eran las encargadas, otros pedidos lejanos eran enviados al camión conducido por Valastro, Joseph "Joey" Faugno o por Danny Dragone (un amigo familiar de Valastro).
Las decoradoras más destacadas de la primera temporada eran Daniella Storzillo y Stephanie «Sunshine» Fernadez, escultora destacada Daniella Storzillo, los repartidores destacados eran Maurizio Belgiovine y Kevin Krand y los pasteleros secundarios después de la familia de Valastro eran Salvatore "Sal" Picinich y Anthony Bellifermine. La primera temporada de Cake Boss concluyó el 17 de agosto del mismo año con 13 episodios y una audiencia de 2,3 millones de espectadores, la popularidad de la serie dio lugar al incremento de su negocio y al aumento del turismo en la zona de Hoboken. Los pedidos aumentaron un 1000% con la ayuda de una empresa llamada Saleforce. La segunda temporada de Cake Boss se estrenó el 26 de octubre del mismo año y el 22 de febrero de 2010 concluyó con 18 episodios y una audiencia de 1,8 millones de espectadores. 
La tercera temporada de Cake Boss se estrenó el 31 de mayo del mismo año en el que el primer episodio, su madre se retira de su establecimiento. Arrestaron a Remigio "Remy" González (un ayudante, pastelero y esposo de su hermana Lisa González) en septiembre del mismo año por abusar sexualmente de una menor.

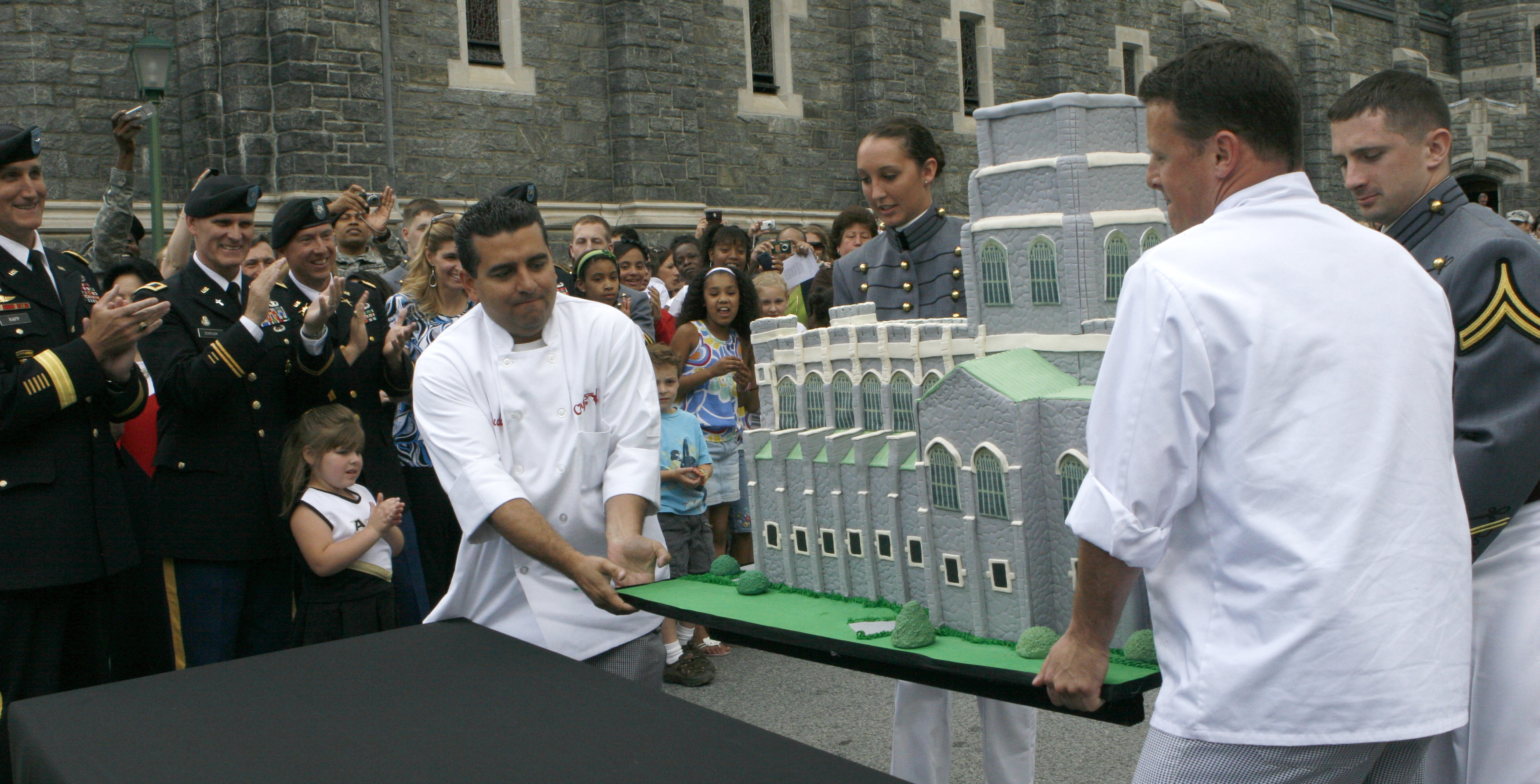
Valastro el 11 de junio de 2010.

Valastro realizó El desafío de Buddy a mediados del mismo año, realizando castings y producciones para saber quiénes son los mejores diez pasteleros y decoradores de Estados Unidos. Valastro se embarcó en diciembre del mismo año en el "Bakin 'con The Boss Tour", un evento donde Valastro creó pasteles y compartió historias de sus series de televisión y su familia italiana. El desafío de Buddy se estrenó en el mismo canal el 6 de diciembre del mismo año como segundo programa de televisión reality show, presentadó y dirigido por Valastro, una competencia  de los mejores diez pasteleros de arte comestible de Estados Unidos, en el que Valastro los sometía a desafíos pastelero y de eliminación, la serie contó con cuatro temporadas. 
Los eliminados eran enviados por Danny Dragone a su ciudad en el camión, en el que decía la frase «Is Not The Next Great Baker» (No es el siguiente gran pastelero, en español). La primera temporada se realizó dentro de un estudio especial de cocina en el Instituto de Artes Culinarias Colegio Comunitario Hundson County en Hoboken, Nueva Jersey. El ganador fue Dana Herbert y fue acreedor de un Chevrolet Cruze y de trabajar con Valastro solo en la cuarta temporada de Cake Boss en su pastelería. Los otros competidores de esta temporada fueron: Brian Stevens, Corina Elgart, Greggy Soriano, Jay Qualls, Joseph "Joe" Glaser, Johanna Lynos, Kendra Jordan, Megan Roundtree y Pamela Ahn. La primera temporada de El desafío de Buddy concluyó el 24 de enero de 2011 con 8 episodios.

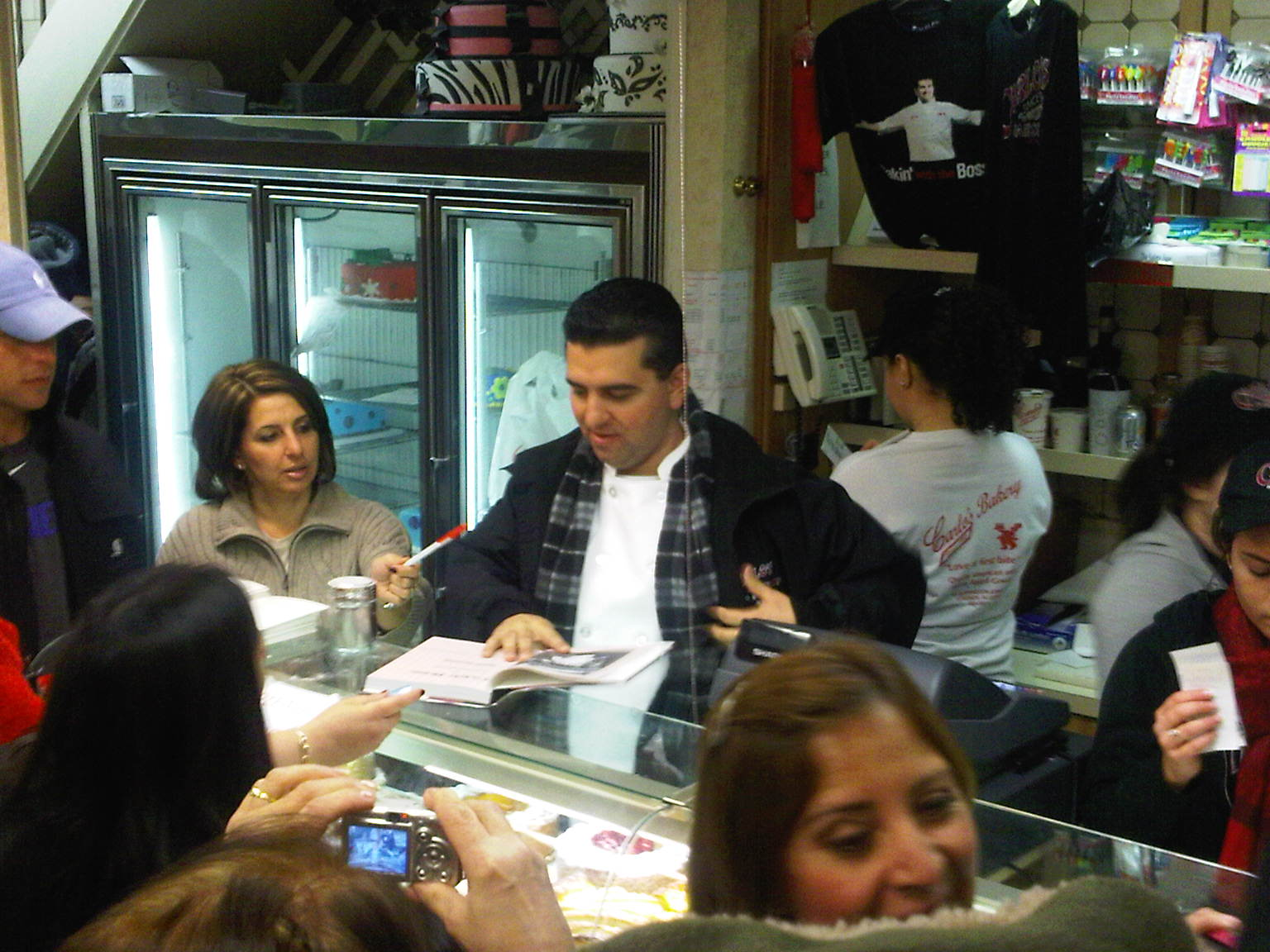
Valastro y su hermana Grace en el especial de año nuevo del establecimiento el 31 de diciembre de 2010.

Valastro realizó al día siguiente en el mismo canal el tercer programa de televisión reality show llamado Kitchen Boss, basado en la realización de recetasde cocina. La serie contó con dos temporadas. La cuarta temporada de Cake Boss se estrenó en el mismo canal de televisión el 30 de enero del mismo año, apareciendo el mismo ganador. Falleció ese mismo día Salvatore "Sal" Picinich a la edad de sesenta y tres años. 
La pastelería inauguró una fábrica nueva en Lackawanna Center en Nueva York en febrero del mismo año para hacer los pasteles, mientras que en Hoboken, Nueva Jersey solo los vendían. Valastro fue invitado en el programa de La cocina de Rachael Ray y el 14 de febrero de 2011 nació el cuarto hijo de Valastro llamado Carlo Salvatore Valastro en el que le llamaron Salvatore por el mismo que falleció. Valastro celebró el 14 de octubre del mismo año junto a su familia, su décimo aniversario en el que se casó con Elisabetta Belgiovine (Lisa Valastro), renovando sus votos de matrimonio y viajando junto a su familia a Disneyland.

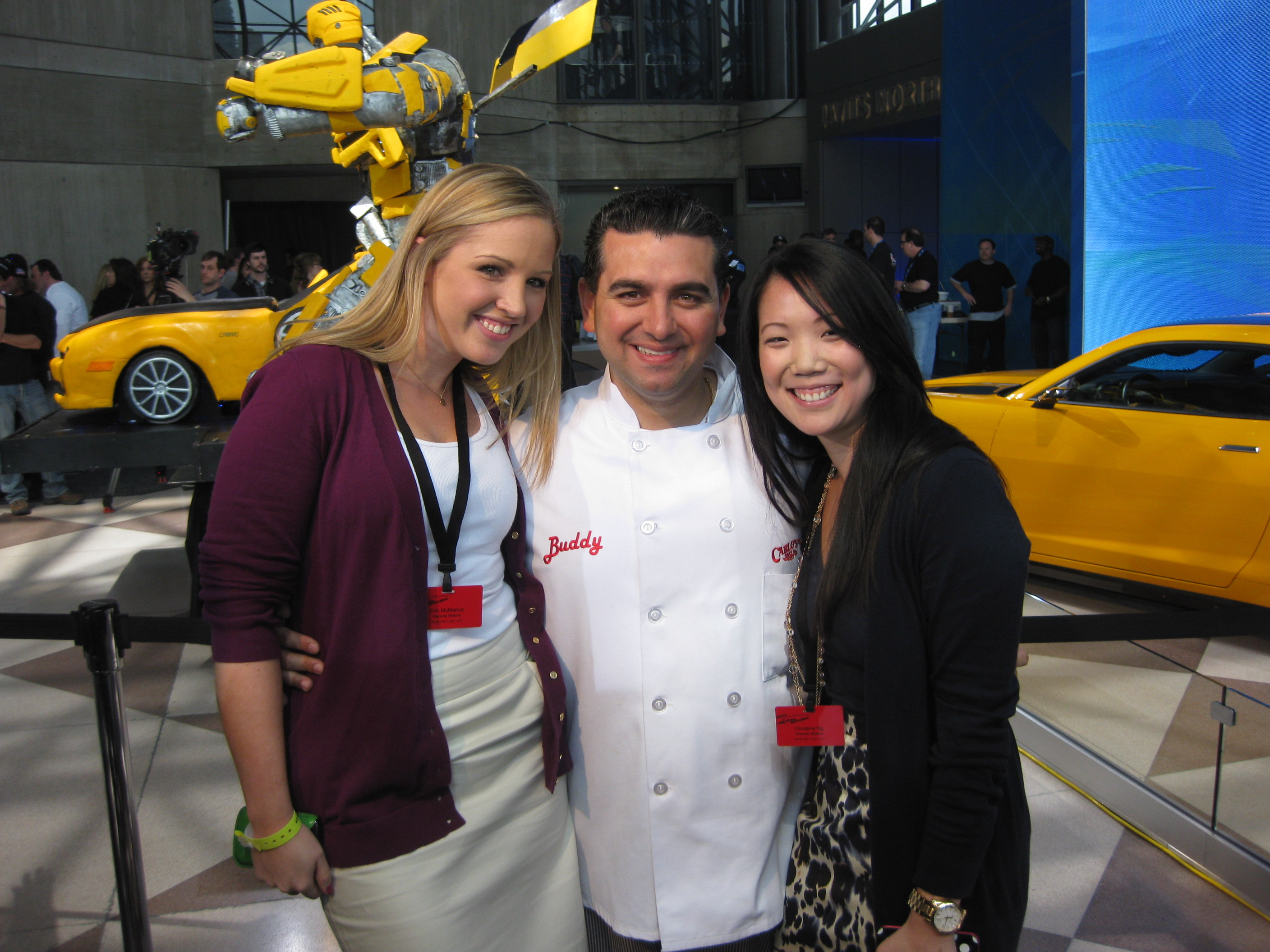
Valastro en un evento en el Salón del Automóvil de Nueva York en 2011.

Valastro el 14 de junio de 2012.

Valastro realizó castings y la producción a mediados del mismo año para la segunda temporada de El desafío de Buddy, en el que se estrenó el 28 de noviembre del mismo año en el mismo canal de televisión. La ganadora fue Marissa Lopez, en el que fue acreedora de salir en la revista estadounidense «Brides Magazine» y de trabajar con Valastro solo en la siguiente temporada de Cake Boss. Los otros competidores de esta temporada fueron: Rayan Cimorelli, Wesley Durden, Chad Fitzgerald, Jasmine Frank, Toni Frys, Heather Grubb, Megan Hart, Heather Macia, Carmelo Orquendo, Nadine Reibeling, Minerva Vazquez y Sara Williams. La temporada se realizó en la fábrica de Lackawanna y contó con 13 episodios. Hudson Reporter nombró a Valastro en enero de 2012 como una mención honorífica en su lista de las cincuenta personas más influyentes del condado de Hundson. Su madre Mary W. Tubito Valastro Pinto fue diagnósticada con Esclerosis lateral amiotrófica (ELA) en abril del mismo año. El 28 de mayo del mismo en el mismo canal la quinta temporada de la serie de televisión reality show Cake Boss, apareciendo la ganadora.
Valastro realizó castings y la producción a mediados del mismo año para la tercera temporada de El desafío de Buddy. La NHC aseguró el 29 de octubre del mismo año a las 8:00 P. m. que la tormenta había tocado tierra en el estado de Nueva Jersey a 10 km al suroeste de Atlantic City no sin antes convertirse en un «Poderoso Ciclón Post-tropical» cuyas bandas nubosas de viento y lluvias se extendían por más de 800 km. La tormenta hizo estragos en los estados del atlántico medio con daños materiales y un saldo de 50 personas muertas. Incluyendo el establecimiento que también fue parte de la tormenta.
Estrenó el 26 de noviembre del mismo canal de televisión. La ganadora fue Ashley Holt, en el que fue acreedora de salir en la revista estadounidense «Redbook Magazine». Los otros competidores de esta temporada fueron: Letty Alvarez, James Brown, Paul Conti, Chad Durkin, Gretel-Ann Fischer, Peter Gray, Jen Kwapinski, Chris Luna, Melissa Payne, Jéssica Reyling, Emme Tyler y Garreth Wallace. La producción para la sexta temporada de la serie de televisión reality show Cake Boss inició después de la competencia y Paul Conti, un pastelero diseñador y competidor de la tercera temporada de El desafío de Buddy fue a la oficina de Valastro y le pidió trabajar con él un tiempo en el establecimiento. Al aceptar, Paul Conti fue parte del equipo, aunque Ashley Holt le era difícil soportarlo, dándole un pastelazo de juego como se lo hizo Marissa López a ella. La sexta temporada de la serie reality show Cake Boss se estrenó el 27 de mayo de 2013. Estrenó el mismo día en el mismo canal de televisión la cuarta serie, Bakery Boss Rescue en el que Valastro ayuda a pastelerías de families en problemas. Se alargó por dos temporadas.

## Trabajos y notoriedad en Latinoamérica (2013-16)
Debido a la notoriedad de Valastro en Estados Unidos y en Italia de los programas Cake Boss y El desafío de Buddy, estos se estrenaron en toda Latinoamérica en el canal Discovery Home & Health en los "Sábados deliciosos" a finales de 2013, en el que comenzó a tener notoriedad en Latinoamérica. De Cake Boss estrenó cinco temporadas seguidas y El desafío de Buddy una temporada seguidas, ambas todos los sábados. El 29 de marzo de 2014, estrenó en el mismo canal, la segunda temporada de El desafío de Buddy y el 23 de agosto de 2014, la tercera temporada. 

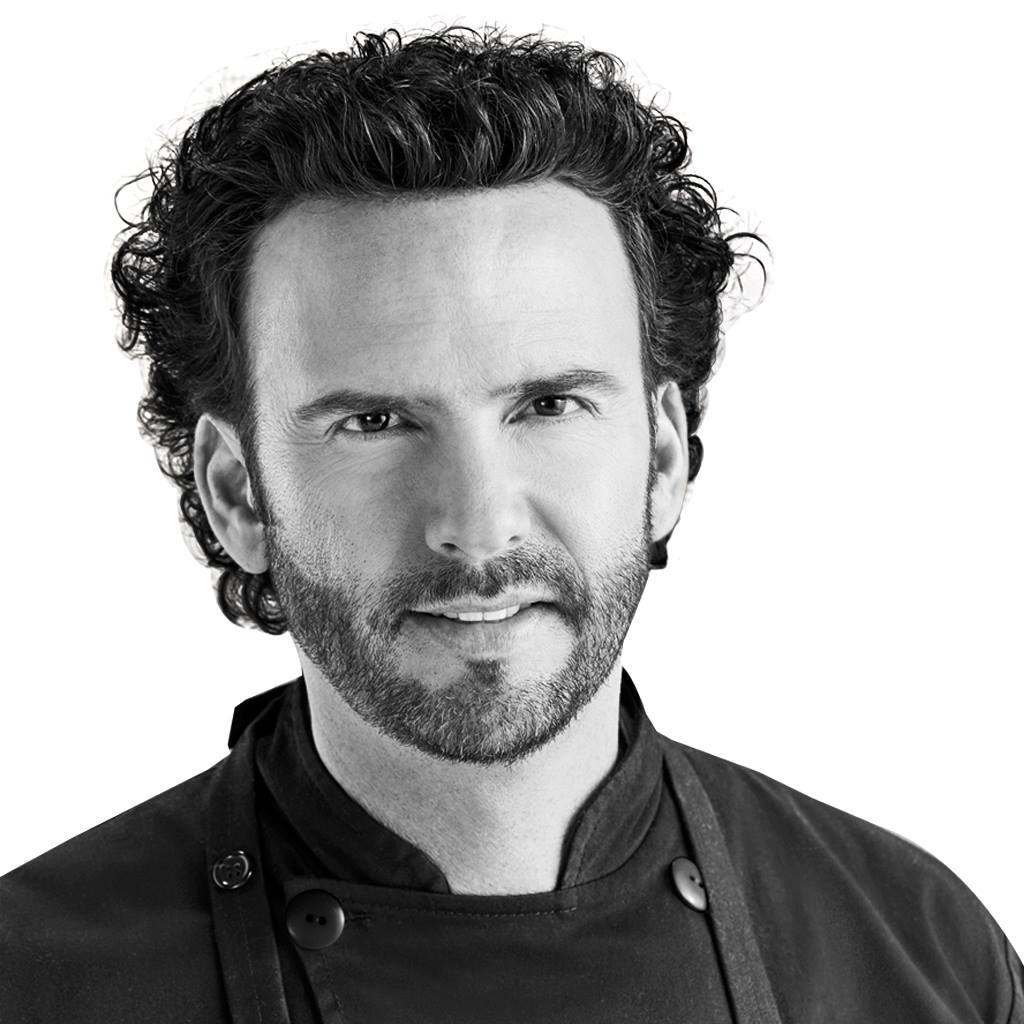
Alfredo Oropeza en 2017.

Debido al alto índice de audiencia de esta última, a mediados de 2014, Valastro creó El desafío de Buddy Latinoamérica, una competencia conducido por el chef mexicano Alfredo Oropeza, en el que colombianos, argentinos y Brasileños participan en desafíos "pastelero" y de "eliminación", que se estrenó el 28 de octubre de 2014 en el mismo canal. Los participantes fueron Lina Bermeo, Jaime Aguirre, Roxanna Palacios, Iván Millán, Renato Rodríguez, Myrian Mollo, Catalina Moroni y Luciano Dieguez. La ganadora fue Catalina Moroni. El programa cuenta con tres temporadas. El programa también tuvo una mini-competetencia. 
El 30 de septiembre de 2015, realizó en el mismo canal de TV, Batalha dos Confeteiros. El 14 de noviembre de 2015, estrenó en el mismo canal, la segunda temporada de El desafío de Buddy Latinoamérica. Esta temporada conducido por Fernando Arau y los participantes fueron Daniela Galarza Pérez, Willie Soto, Florencia Manescaldi, Pablo Regazzo, Isabel Satie Hagi Oda, Ramón Serpa, Carolina Marín y Giovanny Sarmiento. El 27 de mayo de 2016, realizó en el mismo canal de TV el séptimo programa del mismo tipo, Buddy vacaciones en familia, basado en las vacaciones de Buddy y su familia recorriendo lugares. El 28 de junio de 2016, realizó en el mismo canal de TV el octavo programa del mismo tipo, Batalha dos Conzinheiros.
El 29 de octubre de 2017 realizó una presentación estelar en el evento Cake and Bake Masters México.
 Viajes en Latinoamérica (2016)

## Desde 2017
El 22 de junio de 2017, Valastro dijo a través de sus redes sociales que su madre Mary Tubito Valastro Pinto, falleció luego de una larga lucha contra la  Esclerosis lateral amiotrófica (ELA) a la edad de 69 años de edad, debido a eso, en los canales TLC y Discovery Home & Health, se estrenó un episodio especial, recordando momentos que pasaron junto a su madre.

##### Buddy vs. Duff y otros trabajos (2019)
En marzo de 2019, los pasteleros Buddy Valastro y Duff Goldman se enfrentan en una batalla para tener la oportunidad de ser coronados reyes de los pasteles.
El programa estrenó su segunda temporada en mayo de 2020, la tercera en septiembre de 2021 y la cuarta en noviembre de 2021. 

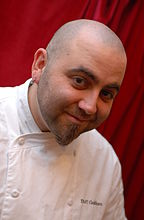
Duff Goldman es el actual competidor de Valastro en el programa de televisión reality show Buddy vs. Duff. Duff Goldman en 2007.

## Legado
El comediante estadounidense Paul F. Tompkins hace una parodia de Valastro en el programa de televisión Comedy Bang! Bang!.

## Filmografía
| 2004-2007     | Food Network Challenge            | Food Network Challenge            |
| 2009-presente | Cake Boss                         | Cake Boss                         |
| 2010-2014     | Next Great Baker                  | El desafío de Buddy               |
| 2011-2012     | Kitchen Boss                      | Kitchen Boss                      |
| 2011          | The Rachael Ray Show              | La cocina Rachael Ray             |
| 2011          | Say Yes to the Dress              | Vestido de novia                  |
| 2013-2014     | Bakery Boss Rescue                | Bakery Boss Rescue                |
| 2014-2016     | El desafío de Buddy Latinoamérica | El desafío de Buddy Latinoamérica |
| 2015          | Batalha dos Confeteiros           | Batalha dos Confeteiros           |
| 2015          | Apprentice                        | El aprendiz                       |
| 2016          | Buddy Vacation Family             | Buddy: vacaciones en familia      |
| 2016          | Batalha dos Cozinheiros           | Batalla de cocineros              |
| 2018          | Buddy's Big Bakedown              | Horneando con Buddy               |
| 2019          | Buddy vs. Duff                    | Buddy vs. Duff                    |
| 2019          | Bake You Rich                     |                                   |